# Tovex

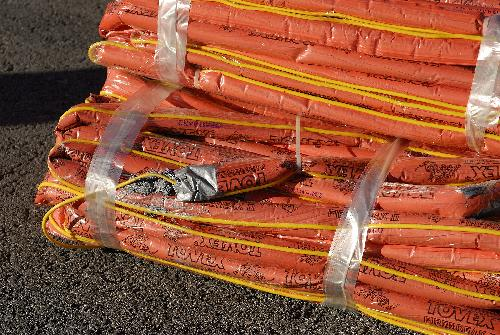
Tovex

Tovex (aussi connu sous les noms de Trenchrite, Seismogel et Seismopac) est un explosif composé de nitrate d'ammonium et de nitrate de méthylammonium qui a plusieurs avantages sur la dynamite traditionnelle, comme une plus faible toxicité et des facilités dans sa fabrication, son transport et son stockage. Il a ainsi presque entièrement remplacé la dynamite.